# 堀下さゆり
堀下 さゆり（ほりした さゆり、1980年1月11日 - ）は、日本の女性シンガーソングライター。福島県相馬市出身。血液型O型。大正大学人間学部人間福祉学科卒業。宮城県仙台市在住。

## プロフィール
音楽サークルに所属した彼女はコピーバンドでキーボードを担当しつつも、オリジナル曲の制作を手掛けるようになった。
2002年ビクターの東北地区限定オーディションにて優秀賞を受賞。2002年8月にはインディーズレーベルからミニアルバムをリリース。
2004年、NHKみんなのうたにおいて「カゼノトオリミチ」が起用されるに至った。みんなのうたにおいては2018年現在においても再放送が行われている。
2005年、メジャーデビューアルバム『カゼノトオリミチ』リリース。現在もロングセラーアルバムである。
2006年11月にはビクターエンタテインメントの音楽配信レーベル『rookiestar』の配信リリース第一弾アーティストとして選ばれ「ハブラシ」「夜明け」の2曲の配信が開始された。
2007年6月20日、2年4か月ぶりとなるセカンドアルバム『シロツメクサ咲いた夏』をリリース。
2008年、期間限定ユニットの「五輪姉妹」に参加。「サユリズマシン」名義でエレクトリック・ポップミュージックを展開。ヴォーカルの他、プログラミングも担当した。
2009年1月にデジタルシングル「緑青の海」、2月には同じくデジタルシングル「流星ロープウェイ」をリリース。lemonbirdlaboratoryからこれまでの8年間の軌跡であるライブアルバム『あしあと』シリーズをリリース。
2010年、シンガーソングライターKAOとユニット「かおとほりしたさゆり」を結成。シングル「蝶々結び」をリリース。
2011年、新作のレコーディング作業を開始する最中、地元相馬市にて東日本大震災に遇い「そうまさいがいFM」のパーソナリティの担当、避難所でのライブ等ボランティア活動も積極的に行っている。チャリティーサイト「Song for Hope ─希望のうた─」に新作CD収録予定の為デモ制作中であった楽曲『卒業〜DEMO TAKE』を提供。
2012年3月9日、「福島の子ども達に笑顔をプロジェクト」名義でリリースしていたフルアルバム『スマイル：）』を全国発売。福島県相双地区の幼稚園から高校まで22校1307人がレコーディングに参加したもので、ほぼ全曲の作詞・作曲と一部のボーカルを担当。経費をのぞいた収益は全額寄付される。そして6月17日に、5年ぶりとなるミニアルバム『fotonote』をリリース。また年内には、テレビアニメーション『ココロコネクト』のDVD版に収録されるオープニングテーマ「キモチシグナル」の作詞・ボーカルを担当した他、同『ココロコネクト』ミチランダム挿入歌「ミルクセーキ」の作詞・ヴォーカルも担当している。
2013年4月3日、配信限定ではないものとしては実に9年ぶりとなるシングル『この街に咲く花のように』がリリースされた。

## ディスコグラフィー

### シングル
1. あじさい畑(2004年6月4日)
2. この街に咲く花のように(2013年4月3日)

### 配信限定シングル
1. ハブラシ(2006年11月17日)
2. 夜明け(2006年11月17日)
3. 瞬くあした(2007年2月7日)
4. 桜、風桜〜Piano Version〜(2007年3月14日)
5. それがすべて(2007年4月18日)
6. Clover~Piano Version~(2007年5月23日)
7. harmony(2007年10月31日)
8. 緑青の海(2009年1月14日)
9. 流星ロープウェイ(2009年2月11日)

### アルバム

#### オリジナル
1. a lily life(2002年8月5日)
2. プライベート~The Piano Album~(2004年3月15日)
3. カゼノトオリミチ(2005年2月16日)
4. リリーポップライフ~complete songs~(2006年7月12日) ※インディーズ3作+未発表曲のリマスター盤
5. シロツメクサ咲いた夏(2007年6月20日)
6. fotonote(2012年6月17日)
7. うたかたの日々(2016年7月6日)

#### ライブ
1. あしあと1 ライブアルバム(2009年5月22日) ※限定生産
2. あしあと2 ライブアルバム(2009年5月22日) ※限定生産
3. あしあと3 ライブアルバム(2009年7月19日) ※限定生産

### DVD
1. 堀下さゆり ツアー ~君と笑った~ ファイナル(通常版/初回限定版)
※限定版特典：24P写真集・きままCD

### Compilation
1. a day/RED(2002年11月27日)
『幸せの木』収録。
2. KANSAI Limited Compilation ALBUM(2005年10月7日)
レーベル内コンピレーション、『君と笑った』収録。
※関西地区限定1000枚発売
※購入者特典：Rainbow Navigator
3. NHKみんなのうた 45周年ベスト曲集(2006年8月23日)
WAになっておどろう〜イレ　アイエ〜／テトペッテンソン
『カゼノトオリミチ』収録。
4. NHKみんなのうたBEST40(2007年6月20日)
『カゼノトオリミチ』収録。
5. 一緒にうたおう！NHKみんなのうた〜大人Ver.〜(2008年2月6日)
つじあやの＆堀下さゆりwith小西透太（サクラメリーメン）として『へんな家』で参加。
6. 想いうた〜歌姫エール・ソングス(2009年3月18日)
『カゼノトオリミチ』収録。
7. Chloe 「Winter Songs -christmas carat-」(2010年11月10日)
『冬がはじまるよ』『恋人がサンタクロース』『クリスマス』で参加。
8. On/Off 森のボッサ(2011年6月22日)
『となりのトトロ』『さんぽ』で参加。
9. スマイル：）(2012年3月9日全国発売)
ほぼ全曲の作詞・作曲、「福島の子ども達に笑顔をプロジェクト」名義。

### 楽曲提供
- 冬響〜フユオト〜：石原彩(2008年12月24日) 作曲
- リーク：福田沙紀(2009年8月12日) 作詞
- Fallin' Snow：momonaki(2009年11月18日) 作詞
- 逢いにゆこう：羊毛とおはな(2009年12月15日) 作詞作曲（Lilybolt名義）
- 桜道：福田沙紀(2010年3月3日) 作詞
- 南風：福田沙紀(2010年3月3日) 作詞
- MY LOVE：ビビアン・スー(2011年3月16日) 作詞
- あなたへ I miss you／YGA（2011.8）作詞
- フルサト／吉田このみ（2011.6）作詞
- eccentric × ECCENTRIC／DIAMOND☆DOGS（2013.3）作曲（共作）
- スピカの丘／蝦名恵（2013.3）作曲
- シティライツセレナーデ:古市コータロー（2019.3）詞曲
- キモチシグナル：堀下さゆり（テレビアニメーション『ココロコネクト』DVD版オープニングテーマ）作詞、歌唱
- Believer：マナカケンゴ（寺坂頼我）、シズマユナ（豊田ルナ）、ヒジリアキト（金子隼也）（2021年11月24日）作詞　※映画ウルトラマントリガーエピソードZ主題歌
- まだ遠くにいる/坂本真綾（2023年1月25日）作曲（共作者/姉田ウ夢ヤ）※アニメ「火狩りの王」ED
- GA-TAN GO-TON：中島怜（2024年5月29日）作曲　※テレビアニメ「終末トレインどこへゆく？」OP

## 出演

### ラジオ
- 東海ラジオ
  - 堀下さゆり きままに深夜族2005年7月 - 9月放送
  - 堀下さゆり きままにゴールデン・タイム！日曜20:30 - 21:00 2005年10月 - 3月放送
- FM AICHI
  - 堀下さゆり リリー・ポップ・ライフ毎週日曜日21:30-21:55／2006年4月〜2007年12月放送

### CMソング
- 岩手県国民健康保険CMソング「君と笑った」（2005年2月）
- フジジンみそCMソング「夜明け」
- 「ゆふいんの森ドレッシング」CMソング「優しい雨」
- 仙台ハーモニータウン杜の街CMソング「harmony」
- エサキホームCMソング「毎日がたからもの」
- ラジオ福島「ふるさとふくしま絆キャラバン」
  - 「あいさつっていいな」（『スマイル：）』収録曲）
- セキスイハイム東北 福島支社 CMソング「この街に咲く花のように」
- セキスイハイム東北-福島支社CMソング「希望の種」
- 泉ハウジングパーク紫山 CMソング『あなたとの未来』
- 福島テレビ「福島 望郷 円谷幸吉物語」エンディングテーマ「茜色の空」
- テレビユー福島「げっきんチェック」OP「step for tomorrow」
- テレビユー福島「土曜日も！げっきんチェック」オープニングテーマ
- 音屋ホールCMソング